# Jill Eikenberry
Jill Susan Eikenberry (New Haven, 21 januari 1947) is een Amerikaans actrice. Zij speelde onder meer Ann Kelsey in meer dan 170 afleveringen van L.A. Law en kreeg daarvoor in 1989 een Golden Globe. Eikenberry werd voor dezelfde rol ook hiervoor genomineerd in 1988, 1990 en 1991 en tevens voor een Emmy Award in 1987, 1988, 1989, 1990 en 1994. Zij debuteerde in 1976 op het witte doek als Merrill in de komedie Rush It.
Eikenberry trouwde in 1973 met acteur Michael Tucker, met wie zij in 1982 een zoon kreeg. Zij speelde samen met haar echtgenoot in negen seizoenen van L.A. Law, waarin hij Stuart Markowitz gestalte gaf. Tevens zijn ze beiden te zien in onder meer de films La fine del mondo nel nostro solito letto in una notte piena di pioggia (1978), An Unmarried Woman (1978), On Hope (1994) en The Happiest Day of His Life (2007).

## Filmografie
*Exclusief ruim 25 televisiefilms
- Suburban Girl (2007)
- The Happiest Day of His Life (2007)
- Manna from Heaven (2002)
- Dare to Love (2005, televisiefilm)
- On Hope (1994)
- The Manhattan Project (1986)
- Arthur (1981)
- Hide in Plain Sight (1980)
- Rich Kids (1979)
- Butch and Sundance: The Early Days (1979)
- An Unmarried Woman (1978)
- La fine del mondo nel nostro solito letto in una notte piena di pioggia (1978, aka A Night Full of Rain)
- Between the Lines (1977)
- Rush It (1976)

## Televisieseries
*Exclusief eenmalige gastrollen
- L.A. Law - Ann Kelsey (1986-1994, 171 afleveringen)
- Hill Street Blues - Sarah Fimpel (1984, twee afleveringen)